# Walk Through Me
《Walk Through Me》는 2004년 11월 18일 발매된 넬의 통산 4집 앨범이자 정규 2집 앨범이다. 정규 1집 앨범인 《Let It Rain》은 주로 인디 시절 작곡되었던 곡들이 재편곡되어 수록되었으나 이 앨범은 전 앨범보다 조금 더 대중적인 멜로디의 곡들을 수록했고 새로 작곡된 곡들로 이뤄져있다. 여전히 넬 특유의 몽환적이고 서정적인, 그리고 우울한 분위기를 담아냈다. <믿어선 안될 말>에서나 들려오던 피아노, 키보드사운드가 전면에 깔리기 시작했다. 또한 사랑노래뿐만이 아니라 자아 정체성, 사회 비판 등의 내용을 담은 노래도 수록되었다. 이 앨범에서는 〈Thank You〉가 타이틀곡, 〈Selfish Love〉가 후속곡이다.

## 수록곡
전체 작사·작곡: 김종완 (전체 편곡: Nell)
| #   | 제목                 | 재생 시간 |
| --- | -------------------- | --------- |
| 1.  | 迷我 (미아)          | 4:25      |
| 2.  | 백색왜성             | 4:25      |
| 3.  | Thank You            | 3:32      |
| 4.  | Selfish Love         | 3:39      |
| 5.  | Unsaid               | 3:51      |
| 6.  | 피터팬은 죽었다      | 3:55      |
| 7.  | 부서진 입가에 머물다 | 2:42      |
| 8.  | 몽중인의 현실 체험기 | 4:04      |
| 9.  | 자해                 | 4:50      |
| 10. | Marionette           | 3:30      |
| 11. | Last Advice          | 4:24      |
| 12. | One Time Bestseller  | 5:39      |
| 13. | Empty                | 3:06      |

## 뮤직 비디오 및 OST
- 후속곡 〈Selfish love〉의 뮤직비디오는 제작이 되었지만 대중에 공개되진 않았다. 단, 콘서트에서 두 차례 상영하였다.
- 〈부서진 입가에 머물다〉는 문화방송 MBC의 시트콤 프로그램인 논스톱 5의 OST로 사용되었다.

## 사연 및 가설
- 앨범 커버에 있는 'Nell'의 N을 정반대로 뒤집으면 4집이란 뜻의 4가 보인다.
- 〈미아〉는 이 앨범에서 정재원이 가장 좋아하는 곡이다.
- 〈백색왜성〉은 이 앨범에서 이정훈이 가장 좋아하는 곡이다.
- 〈Unsaid〉는 이 앨범에서 김종완이 가장 좋아하는 곡이다.
- 〈피터팬은 죽었다〉는 이 앨범에서 이재경이 가장 좋아하는 곡이다.[1]
- 〈부서진 입가에 머물다〉는 김종완이 팬카페 게시판에 가사를 올린뒤 곡 제목을 공모하여 팬들이 지어준 곡명이다. 가제는 '생물들'.

## 평가
예전 넬의 색깔을 잃어버렸다는 일부 마니아들의 비판도 있었으나, 평론가들은 대한민국 브릿팝 밴드들이 겪는 공통적인 문제인 '라디오헤드의 그늘'에서 탈피하여 자신만의 색깔을 확고히 다진 음반으로 평했다.

## 백워드 마스킹
백워드 마스킹(Backward Masking)이란 인위적으로 본래의 곡에 가사나 멜로디를 거꾸로 삽입하는 것으로 다수의 곡에 사용되었다.
- Marionette(02:21~02:30) : 거꾸로 돌린 목소리와 본래의 목소리인 오늘도 당신은 에덴의 뱀처럼 내 공허함 속에 온갖 욕망들을 가득 불어넣죠를 겹쳐 놓았다.
- One Time Bestseller(04:00~05:21) : 원곡의 멜로디와 들리지 않던 가사 아니겠죠 아니겠죠 아니겠죠 시간은 가요 이렇게 아니겠죠 끝나버리나요 아님 안되나요 우리의 영원은 순간보다도 짧았던 이젠 이렇게 여기서 아니겠죠 지쳐버렸나요 놓아버렸나요 그토록 질겼던 우리의 인연의 끈도 먼지만 쌓여가겠죠 우린이 들린다.